# Летни олимпийски игри 1988
XXIV летни олимпийски игри (официално название „Игри на XXIV Олимпиада“) се провеждат в столицата на Южна Корея — Сеул от 17 септември до 2 октомври 1988 г. При избирането на игрите по време на 84. среща на МОК в Баден-Баден на 30 септември 1981 година Сеул печели срещу японския град Нагоя. Участват 8391 атлети от 159 страни, което е подобрение на дотогавашния рекорд за брой участници. Сред отличните спортисти са Кристин Ото, спечелила шест златни медала в плуването, Мат Бионди, с пет златни и общо седем медала от плуването, и лекоатлетката Флорънс Грифит-Джойнър с три златни медала.
Талисман на олимпийските игри в Сеул е тигърчето Ходори.
Летните олимпийски игри през 1988 са първите, при които участва професионални спортисти и бележи края на бойкотите, след бойкотите на летните олимпийски игри през 1980 в Москва и през 1984 в Лос Анджелис. Все пак Албания, Етиопия, Куба, Мадагаскар, Никарагуа, Северна Корея и Сейшелските острови на изпращат отбори на игрите. Допингът е доминираща тема, след залавянето на лекоатлета Бен Джонсън. Олимпийските игри водят до „откриването“ на Южна Корея и спомагат за последващата политическа промяна.

## Кандидатура и избиране на домакин
Идеята за провеждане на олимпийски игри в Южна Корея съществува от края на 1970-те години. Първите големи международни спортни състезания в страната са световното първенство по стрелба през 1978 година и световното първенство по баскетбол за жени през 1989 година. След успешното провеждане на световното първенство по стрелба президентът на южнокорейската федерация по стрелба Park Chong-kyu е избран за президент на южнокорейския олимпийски комитет и за председател на южнокорейската асоциация по аматьорски спортове. Той поръчва проучване относно способността на Сеул да проведе олимпийски игри.
На 8 октомври 1979 година президентът Park Chung-hee обявява кандидатурите за домакинство на летните олимпийски игри през 1988 година и на Азиатските игри през 1986 година. Две седмици и половина по-късно Park Chung-hee е убит. Вследствие на последвалите политически чистки президентът на олимпийския комитет Park Chong-kyu губи всичките си постове.
На 27 ноември 1980 министър Rhee Kyo-ho обявява, че Сеул няма финансовите възможности да организира олимпиадата. С подкрепата на президента Chun Doo-hwan олимпийският комитет депозира кандидатурата в Международния олимпийски комитет. Президент на организационния комитет става Chung Ju-yung, председател на Хюндай. Кампанията е насочена предимно към развиващите се страни, на които организационния комитет предоставя възможността за финансова помощ за участието им на олимпиадата.

## Важни моменти
- Флорънс Грифит Джойнър печели 3 златни медала в леката атлетика и поставя световен рекорд на 200 метра гладко бягане.
- Карл Луис печели 2 златни медала.

## Медали
| Витрина |            |       |        |       |      |
| Място   | Държава    | Злато | Сребро | Бронз | Общо |
| 1       | СССР       | 55    | 31     | 46    | 132  |
| 2       | ГДР        | 37    | 35     | 30    | 102  |
| 3       | САЩ        | 36    | 31     | 27    | 94   |
| 4       | Южна Корея | 12    | 10     | 11    | 33   |
| 5       | ФРГ        | 11    | 14     | 15    | 40   |
| 6       | Унгария    | 11    | 6      | 6     | 23   |
| 7       | България   | 10    | 12     | 13    | 35   |
| 8       | Румъния    | 7     | 11     | 6     | 24   |
| 9       | Франция    | 6     | 4      | 6     | 16   |
| 10      | Италия     | 6     | 4      | 4     | 14   |

## България на олимпийските игри
|          | Gold | Silver | Bronze | Общо |
| -------- | ---- | ------ | ------ | ---- |
| България | 10   | 12     | 13     | 35   |

### Злато
- Христо Марков – лека атлетика
- Йорданка Донкова – лека атлетика
- Ивайло Маринов – бокс
- Ваня Гешева – едноместен каяк 500 м
- Таню Киряков – спортна стрелба
- Таня Дангалакова – плуване
- Севдалин Маринов – вдигане на тежести
- Борислав Гидиков – вдигане на тежести
- Атанас Комшев – борба
- Любомир Герасков – спортна гимнастика

### Сребро
- Стефка Костадинова – лека атлетика
- Александър Христов – бокс
- Ваня Гешева-Цветкова и Диана Палийска – двуместен каяк 500 м
- Адриана Дунавска – художествена гимнастика
- Лалка Берберова и Радка Стоянова —гребане
- Весела Лечева – спортна стрелба
- Антоанета Френкева – плуване
- Стефан Топуров – вдигане на тежести
- Стоян Балов – борба
- Живко Вангелов – борба
- Рангел Геровски – борба
- Иван Цонов – борба

### Бронз
- Цветанка Христова – лека атлетика
- Мартин Маринов – едноместно кану 500 м
- Ваня Гешева-Цветкова, Борислава Иванова, Диана Палийска и Огняна Душева – четириместен каяк 500 м
- Диана Дудева – спортна гимастика
- Магдалена Георгиева – гребане скул
- Стефка Мадина и Виолета Нинова – гребане двойка скул
- Антоанета Френкева – плуване
- Мануела Малеева – тенис
- Братан Ценов – борба
- Симеон Щерев – борба
- Рахмат Софиади – борба
- Николай Бухалов – едноместно кану 1000 м

## Олимпийски спортове
| - Лека атлетика - Баскетбол - Бокс - Кану-каяк - Колоездене - Стрелба с лък - Скокове във вода - Конен спорт - Волейбол - Фехтовка - Футбол - Гимнастика - Тенис |  | - Джудо - Хокей - Модерен петобой - Академично гребане - Ветроходство - Стрелба - Плуване - Синхронно плуване - Водна топка - Вдигане на тежести - Борба - Тенис на маса - Хандбал |

### Демонстративни спортове
- Бадминтон
- Бейзбол
- Джудо (жени)
- Таекуон-до
- Боулинг
- Състезание с инвалидни колички